# 決闘用ピストル

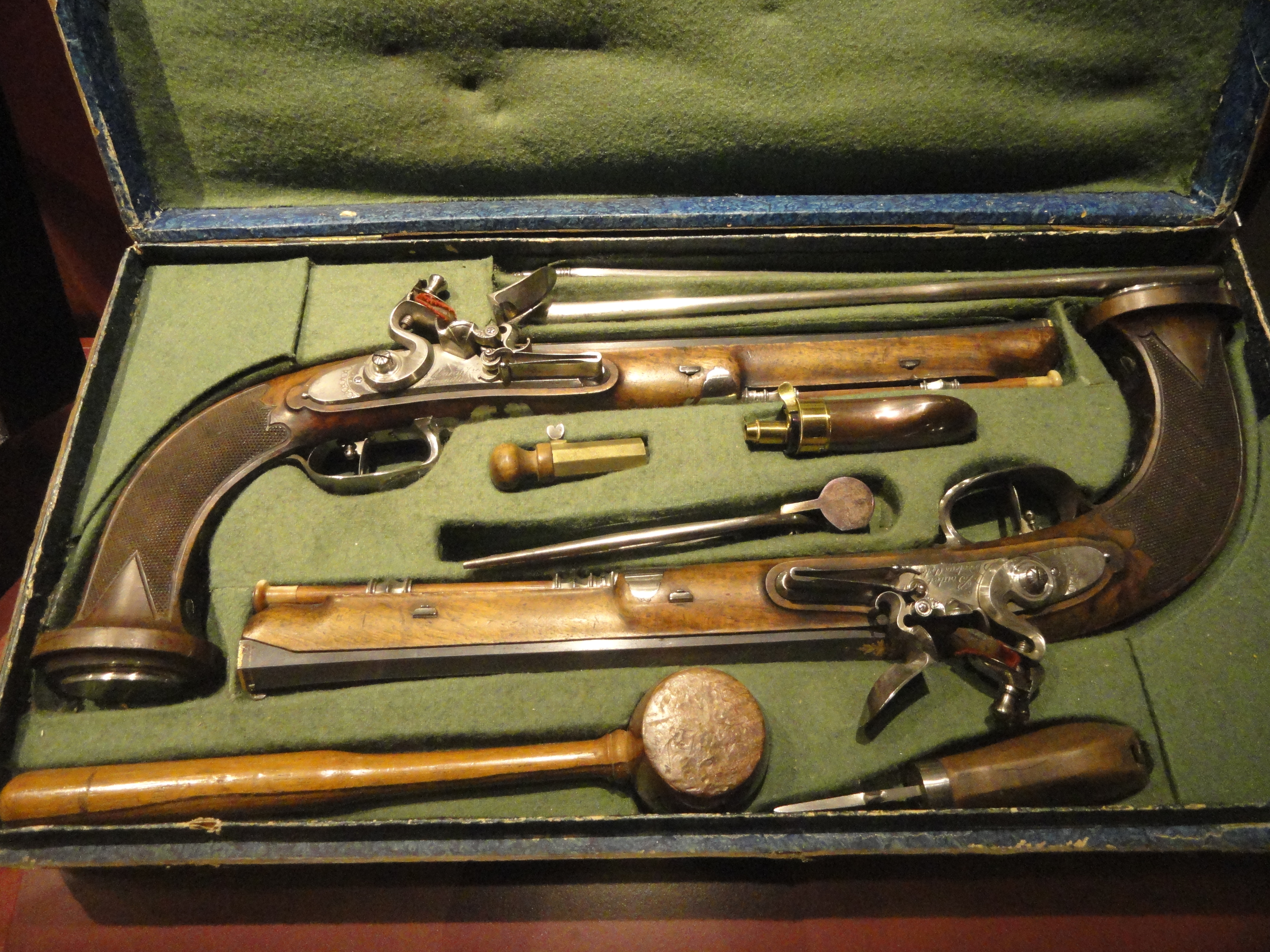
ロイヤルオンタリオ博物館所蔵のフランス製フリントロック式の単発式決闘用ピストル一式。製造者はNicolas Noël Boutet、製造年は1794-1797年頃、製造地はヴェルサイユ。青銅製で、口径は.58、またライフリングが施されている。

決闘用ピストル（けっとうようピストル、Duelling pistol）または決闘用拳銃（けっとうようけんじゅう）は、18世紀後半から19世紀前半において決闘（拳銃決闘）に用いられた2挺で1セットの特殊なピストル（拳銃）のこと。一般には装填弾数1発のみの黒色火薬を用いたフリントロック式ないしパーカッションロック式のものである。決闘目的かに関係なく、アンティークの装飾拳銃の総称として決闘用ピストルの語が用いられることもある。
18世紀中頃からヨーロッパでの決闘の主役は剣から銃に移り変わっていった。当初は当時一般に使用されていた騎兵ピストルや旅行ピストルが用いられたが、信頼性や精度が求められ、1770年頃から決闘専用のピストルの製造が始まった。部品1つ1つが手作業で製作され、用いる弾丸にも空洞が生じていないものが厳選されるなど細心の注意が払われたが、一方で、決闘は神の審判という観点から命中精度を上げるライフリングは忌避されたという傾向もあった。決闘用ピストルは2挺1対で専用の木製ケースに収められて販売されたが、この中には火薬入れや弾込め用のツールなどの付属品も伴っており、非常に高価であった。
公平性の観点から決闘者は互いに同じものを使うという点で決闘用ピストルは2挺1対である。しかし、実際には互いが自前の決闘用ピストルを用いる例も多く、その場合、2挺あることは1発目で決着が付かなかった場合のスペアとして好まれた。また、19世紀後半にはピストルによる決闘を競技化する動きもあり、その場合には非致死性のワックス弾を用いた決闘用ピストルも製造された。

## 構成とデザイン

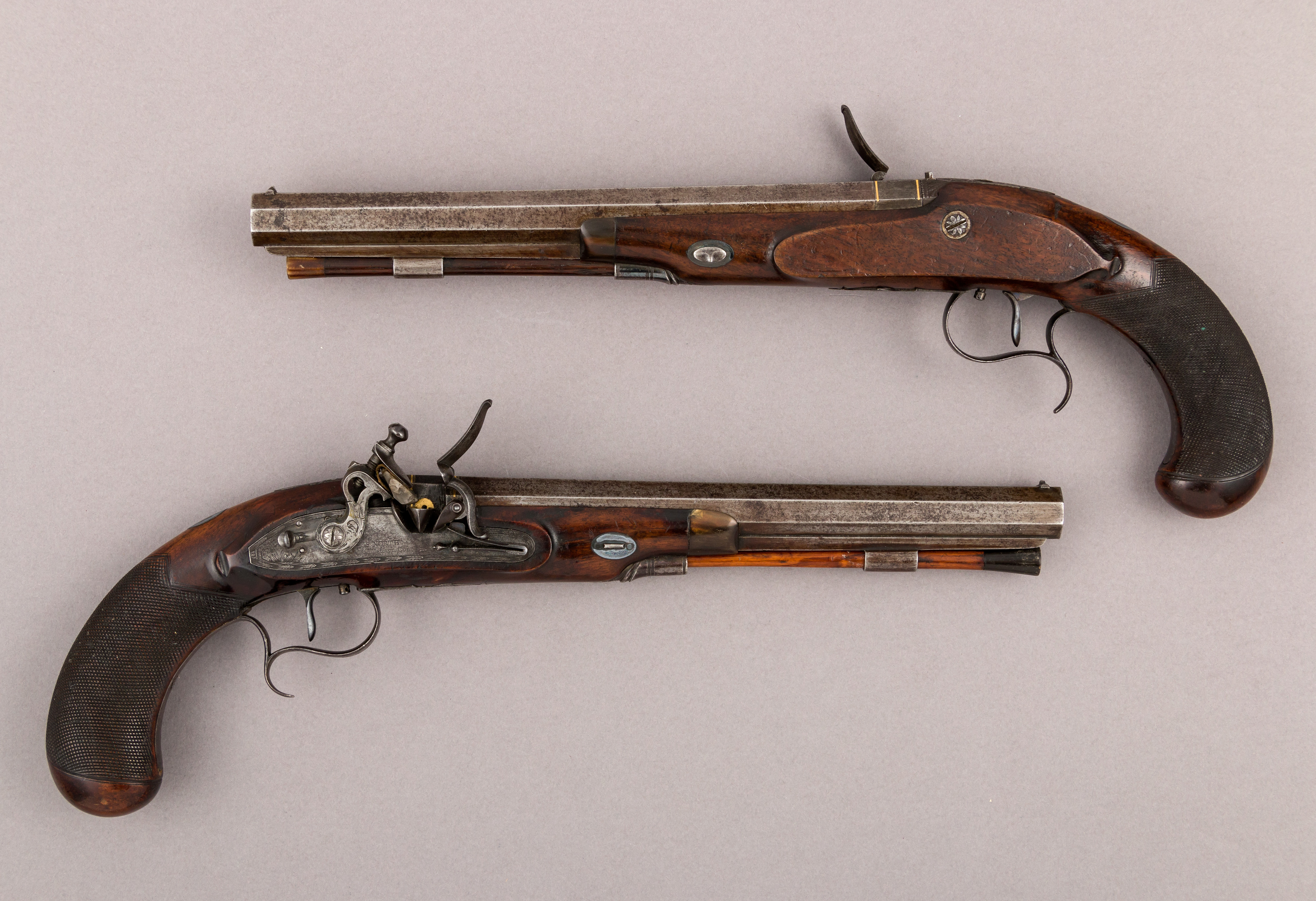
メトロポリタン美術館所蔵のアメリカ製（シメオン・ノース社製）フリントロック式の決闘用ピストル一式。製造年は1815-20年頃。所蔵番号「96.5.36, .149」。トリガーガードには、決闘者が握りやすくするための突起がある。また、後の決闘用ピストルに見られる八角形型の銃身である。銃身は長さ10インチ（250mm）、口径は.56インチ（14mm）。

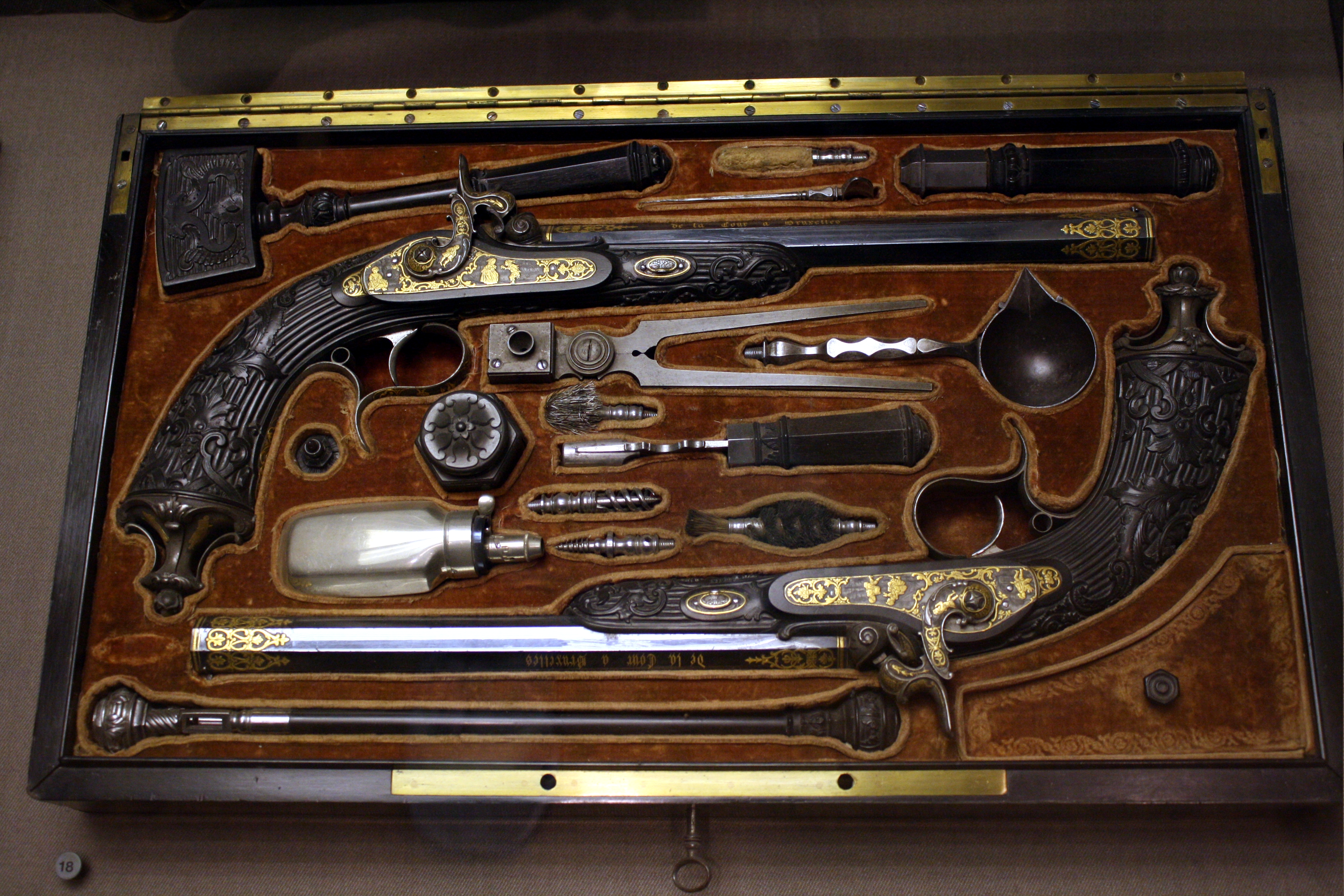
フィラデルフィア美術館所蔵のフランス製パーカッションロック式の決闘用ピストル一式。彫刻と金メッキが施されている。また、ケースの付属品には弾丸製造用の鋳造柄杓と弾丸の鋳型、また弾丸の装填に使用する木槌もある。

ヨーロッパにおける決闘の歴史において、武器にピストルを用いる形式が登場したのは18世紀のことであった。それまでは一般に決闘は剣で行われていた。記録上は1711年にロンドンで決闘にピストルを用いた例が見られるが、1760年代までは珍しいことであった。逆にこれ以降は急速に普及し、1785年以降のロンドンにおいては剣による決闘の方が珍しいものとなった。この傾向に応じて、1770年頃から銃砲職人による決闘専用のピストルの製造が始まった。
標準的なフリントロック式ピストルは引き金を引いてから、実際に銃弾が発射されるまでには致命的なタイムラグを生じさせることがあった。このため、決闘用ピストルは信頼性と精度を高める様々な改良が施されていた。
決闘用ピストルの銃身（バレル）は長く、重い。これは重量を増すことで照準を安定させ、反動を軽減させる効果があった。初期の銃身は円筒形だったが、後の銃身は八角形になる傾向がみられる。光の反射による眩しさを抑えるために、銃身の表面は青みや茶色みがかった色に化成処理（ブルーイング）されていた。
1805年頃からは、使い手のグリップを向上させる目的で、トリガーガードに中指を置く突起部がつくようになった。その他の特徴としては、鋸ハンドル、プラチナ裏地のタッチホール、ヘアトリガーなどがあった。銃の不発は射撃を終えたと判断されたがために、撃ち直すことは認められず、銃への信頼性は重要であった。
決闘用ピストルは、すべての部品が手作業で仕上げられ、細心の注意を払って高精度に調整されて製造されたために、当時の標準的な銃器よりも非常に高価であった。これに用いる鉛の弾丸もまた細心の注意を払って製造され、命中精度に影響を与える空洞が生じないことが求められた。決闘では同一形式のピストルに、同一の弾丸を装填し、決闘者は用いるピストルを選択することができた。決闘者自身が所有するピストルを用いることもあったため、必ずしも同一の銃が用いられるわけでもなかった。
決闘は互いに静止した状態かつ、35 - 45フィート (11 - 14 m)という短い距離で行われるため、極端に高い精度は求められていなかった。
決闘用ピストルは銃身が長く、通常は約250ミリ（10インチ）前後であった。口径は、0.45インチ（11ミリ）、0.52インチ（13ミリ）、0.58インチ（15ミリ）、0.65インチ（17ミリ）が一般的であり、弾丸の重さは口径0.52インチで214グレイン（0.49オンス、13.9グラム）、それ以上の口径では更に重いものが用いられた。
このような銃弾による負傷は、当時の医療水準もあってしばしば死者を出すことがあり、決闘の数時間から数日後に亡くなることが多かった。
イギリスのピストルはほとんどライフリングがないもの（滑腔銃）であったが、一部にはスクラッチ・ライフリングと呼ばれる肉眼では確認が難しいレベルのライフリングが刻まれているものもあった。ライフリングがある銃身は、発射時に銃弾の軌道を回転させて安定させるために、命中精度を格段に向上させる効果がある。このために、（同じものを使用すれば不公平はないものの）ライフリングがある決闘用ピストルは決闘精神に反すると見なされた。
決闘用ピストルに用いられるライフリングは先に述べたスクラッチ・ライフリングか、もしくはフレンチ・ライフリングと呼ばれる発射口の手前までしか刻まれていないタイプのどちらかであった。
18世紀においては、決闘は神による審判と考えられていたがために精度の劣る滑腔銃が好まれた 。
ヨーロッパ大陸では滑腔銃を用いるのは臆病者と見なされ、ライフリングされたもの（施条銃）が主流であった。
一般に決闘は短い射程距離で行われるがために、ライフリングによる高い命中精度は、決闘における致死率を大幅に高めた。
施条銃型の決闘用ピストルは大きめの弾丸を用いるために、装填時に弾丸を銃身に打ち込むにはハンマーが必要不可欠であり、こうした弾込め用のハンマーも付属していることが多かった。
2挺1対である決闘用ピストルは、騎兵ピストル（ホルスター・ピストル）や旅行用ピストル（トラベリング・ピストル）と混同されやすい。これらは前装式、高価、2挺1対かつ付属品一式を収めたケース入りで販売されたという共通点がある。
騎兵ピストルは馬上での使用が想定されたもので、馬の鞍に掛けられた革製のホルスターに2丁1対で携帯されていた。そのためホルスター・ピストルとも呼ばれる。軍用に最適なものであったが民間でも用いられた。その使用用途は戦闘や護身であったが、決闘に用いられることもあった。旅行用ピストルはオーバーコート・ピストルとも呼ばれ、その名の通り旅行者が、ハイウェイマンやフットパッドといった路上強盗から身を守るために用いることが想定されていた。

## 決闘での使用方法
一般にピストルを用いた決闘においては、対等な勝負を実現するために互いに同じピストルを用いたといわれる。そのため、決闘用ピストルは通常2挺で1セットである。しかし、実際には互いに異なるピストルを用いることも認められており、この場合、決闘者は慣れた自身の決闘用ピストルを用いた。この方法では1発目で決着が付かない場合に、スペアの方で2発目を続けることができる利点があった。ペアの決闘用ピストルが用いられるケースというのは、決闘者双方が自身のピストルを所有していない場合に第三者が貸与するというものであった。
ピストルを用いた決闘にはいくつかの様式があった。
イギリスでは決闘者が決められた距離で静止し、合図に応じて撃ち合うという形式が好まれた。
「フランス式」と呼ばれるルールでは、決闘者は背中合わせで開始し、一定の歩数を歩いた後に振り向き合って撃ち合うというものであった。
バリア・デュエル（barrier duel）あるいはデュエル・ア・ヴォロンテ（duel à volonté、喜びの決闘の意）という名で知られる方式の決闘では、一定の距離を離れた決闘者同士が互いに向かって歩き、個々の任意のタイミングで撃ち合うというものである。先に発砲した方は、外した場合にその場に立ったまま相手の発砲を待つ必要があった。つまり、この様式は命中精度が悪い遠距離のうちから先手を取って発砲した場合には外せば確実に撃たれ、逆に確実に命中する距離まで待てば先に相手に撃たれるリスクがあるものであった。
決闘で命を失ったことでも知られるロシアの文人アレクサンドル・プーシキンが行った決闘がまさにこの形式であった。
また、フィクションにおける決闘として有名な、トルストイの小説『戦争と平和』のピエールとドーロホフの決闘もこの形式である。

## 競技用の決闘

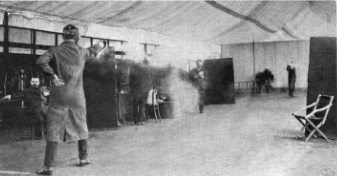
1908年のロンドン・オリンピックで準競技として行われた決闘の写真。

19世紀後半から20世紀初頭にかけて、競技化されたピストル式決闘が行われていた。これは蝋で作られた非致死性の弾丸（ワックス弾）を用いたもので、実包型で火薬の装填は不要であった。参加者は厚手の防護服と目の部分が防護ガラスで覆われたフェンシングのマスクに似た金属製のヘルメットを装着した。ピストルを用いた決闘は1906年と1908年のオリンピックで（メダルはない）準競技種目として採用されていた。
フランスのフォーレ・ル・パージュ社は、このような決闘競技専用のピストルを製造した。これはブレイクアクションの単発式銃であり、ピストルの持ち手を保護するために引き金の前にシールドが取り付けられていた。

## 製造メーカー
ピストルを使った決闘は18世紀半ばにイギリス、フランス、植民地時代のアメリカで盛んになった。当初は一般的な騎兵ピストルや旅行用ピストルが用いられていたが、18世紀末までにはイギリス、フランス、ドイツ、オーストリア、アメリカの職人によって決闘専用のピストルが製造されるようになっていた。
最も有名で革新的であったメーカーは、ウォグドン＆バートン、ダース・エッグ（Durs Egg）、マントン（Manton）、モーティマー（Mortimer）、ノック（Nock）、パーディー（Purdey）といったロンドンに本拠地を置く会社であった。
特にウォグドンは決闘用ピストルの代名詞的存在となり、決闘のことを弁護士が「ウォグデン事件」と呼ぶことさえあった。
決闘用ピストルは多くの場合、2挺1対の形で木製のケースに入れられて販売された。このケースの中には、さらに火薬入れ、洗浄と装填のためのロッド、予備のフリント、スパナなどの工具、弾丸の型なども収められていた。

## ギャラリー

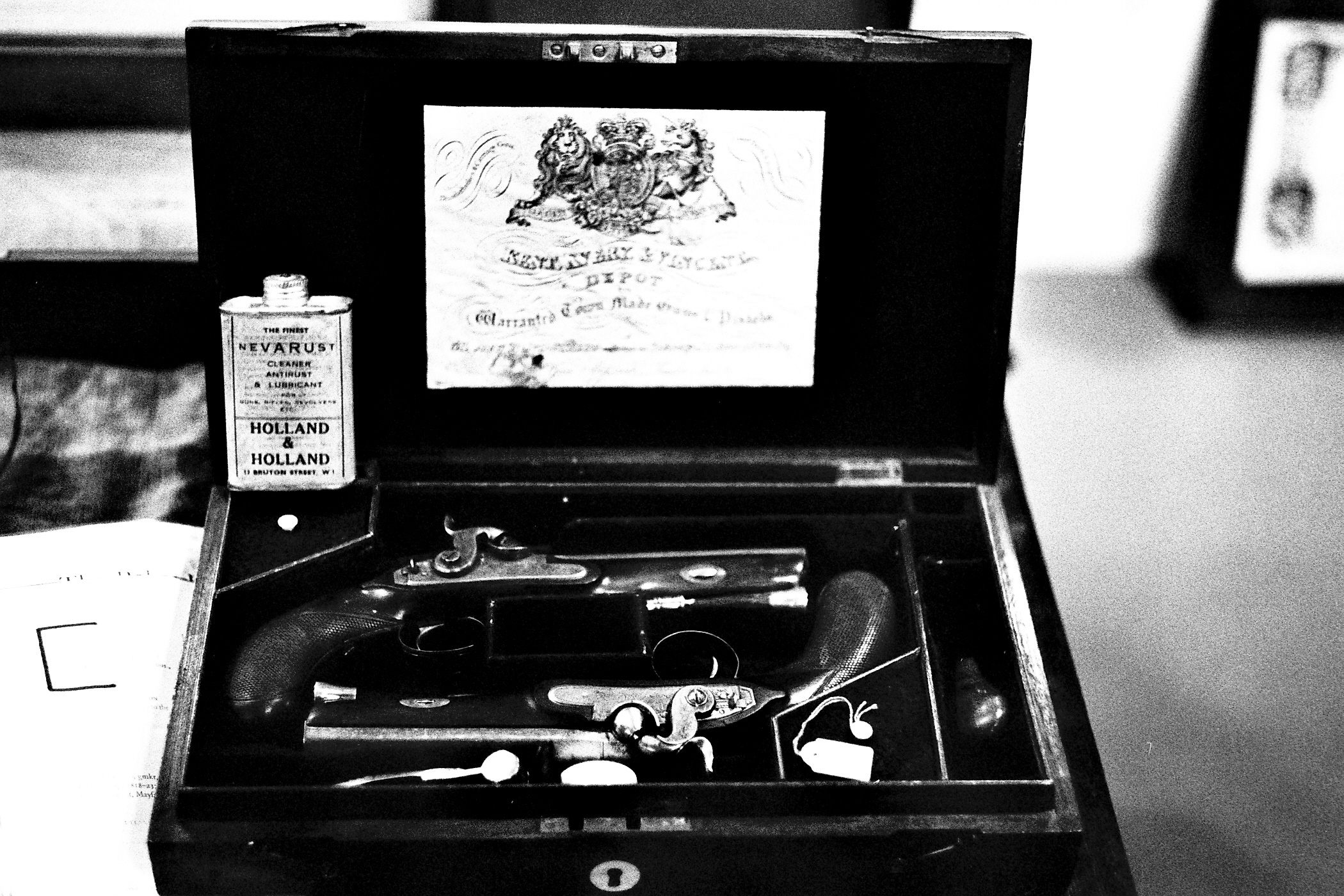
イギリス製で、銃用雷管を用いた後期モデルの決闘用ピストル。ケースには英国王室御用達の印が押されている。
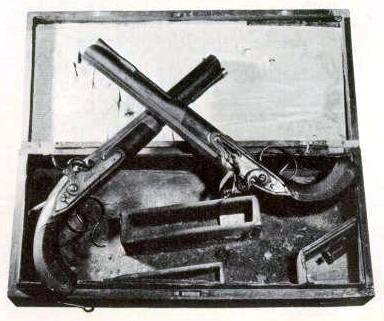
1804年にアーロン・バーとアレクサンダー・ハミルトンの決闘（バーとハミルトンの決闘（英語版））で使用されたウォグドン＆バートン社製の初期型フリントロック式決闘用ピストル。